# Brakvedsväxter
Brakvedsväxter (Rhamnaceae) är en växtfamilj som består av 52 släkten och cirka 925 arter. Familjen finns representerad i hela världen.
Lövfällande till städsegröna buskar eller små träd, mer sällan lianer eller örter. Grenarna är strödda eller nästan motsatta, grenspetsen avslutas ibland med en torn. Bladen är strödda eller nästan motsatta, enkla, hela eller sågtandade; stiplerna är små. Blommorna är små, en- eller tvåkönade, de sitter i knippen i bladvecken. Fodret är sambladigt, klocklikt, 4-5-taligt, flikarna är större än kronbladen. Kronbladen är små, 4-5, de saknas ibland. Ståndarna är 4-5, pistillen är ensam med ett odelat eller fyrflikigt märke. Fruktämnet är översittande till undersittande. Frukten är en kapsel eller stenfrukt med 2-3. 